# Abadia de Sénanque

Abadia com campos de lavanda

A abadia de Sénanque ( occitânico: abadiá de Senhanca, francês: Abbaye Notre-Dame de Sénanque ) é uma abadia cisterciense perto da vila de Gordes, no departamento de Vaucluse em Provence, França.

## Primeira fundação
Foi fundada em 1148, sob o patrocínio de Alfant, bispo de Cavaillon, e Ramon Berenguer II, conde de Barcelona, conde de Provence, por monges cistercienses que vieram da abadia de Mazan, na Ardèche. Cabanas temporárias abrigavam a primeira comunidade de monges empobrecidos. Em 1152, a comunidade já tinha tantos membros que Sénanque pôde fundar a Abadia de Chambons, na diocese de Viviers. 

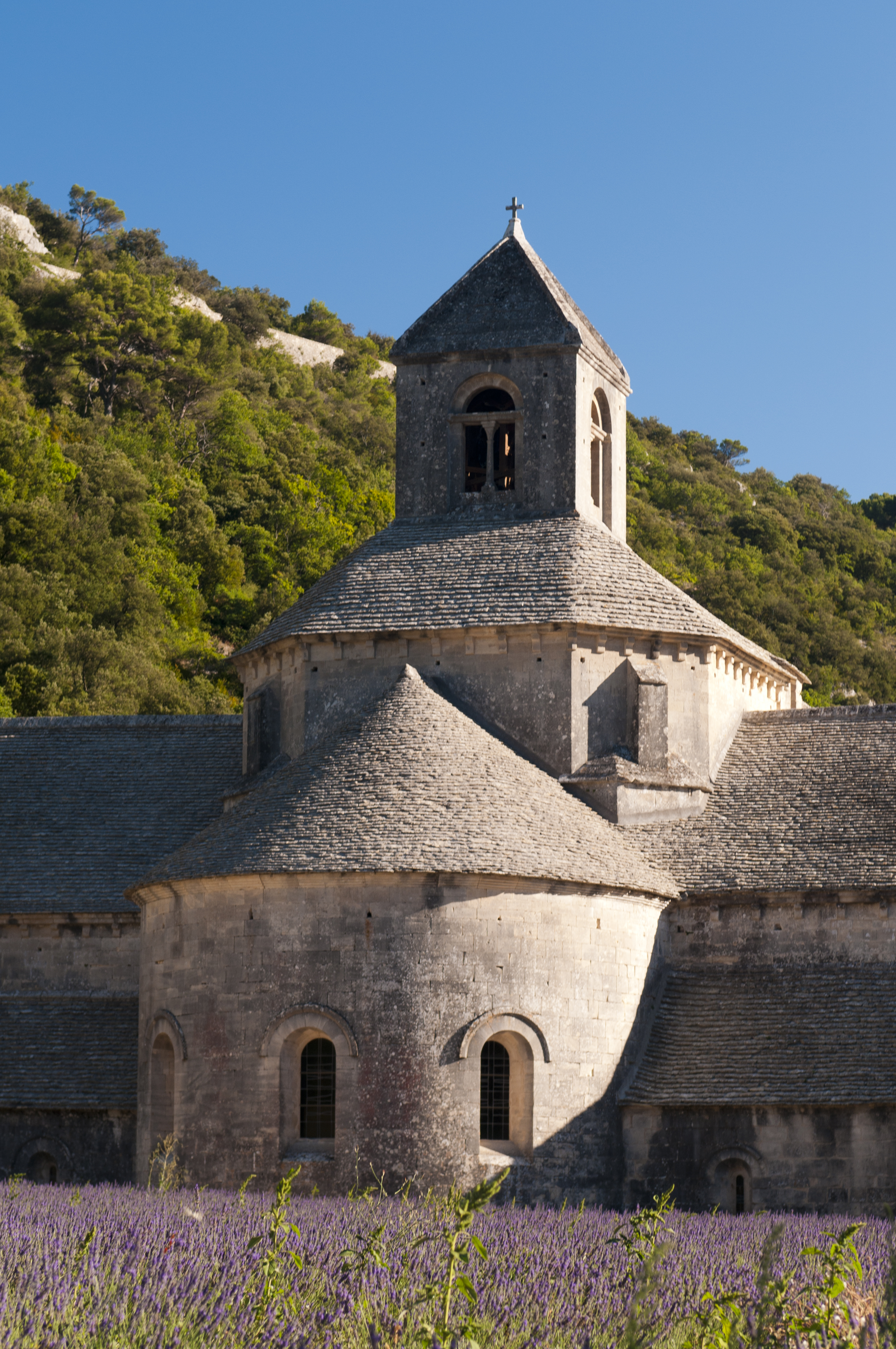
Abside da igreja da abadia

A jovem comunidade encontrou clientes nos senhores de Simiane, cujo apoio lhes permitiu construir a igreja da abadia, consagrada em 1178. Outras estruturas em Sénanque se seguiram, dispostas de acordo com as regras da abadia de Cîteaux, casa mãe dos cistercienses. Entre suas estruturas existentes, exemplos famosos da arquitetura românica, estão a igreja da abadia, o claustro, o dormitório, a casa capitular e o pequeno calefactory, o único espaço aquecido nos arredores austeros, para que os monges pudessem escrever, pois esse era o seu scriptorium. Um refeitório foi adicionado no século XVII, quando foi realizada uma reconstrução mínima das paredes existentes, mas a abadia é uma sobrevivência notavelmente intocada, de rara beleza e severidade: as maiúsculas das colunas emparelhadas nas arcadas do claustro são reduzidas à folha mais simples formas, para não oferecer distração sensual.
A igreja da abadia tem a forma de uma cruz de tau com uma abside projetando-se além das paredes externas da abadia. De maneira um tanto incomum, seu extremo leste litúrgico está voltado para o norte, pois o vale estreito e isolado não oferecia espaço para o arranjo convencional.
Nos séculos XIII e XIV, Sénanque atingiu seu apogeu, operando quatro moinhos, sete granadas e possuindo grandes propriedades na Provença. Em 1509, quando o primeiro abade In commendam foi nomeado, um sinal claro do declínio da vocação, a comunidade de Sénanque havia encolhido para cerca de uma dúzia. Durante as Guerras da Religião, os aposentos dos irmãos leigos foram destruídos e a abadia foi saqueada pelos huguenotes. Na Revolução Francesa, as terras da abadia foram nacionalizadas, o monge remanescente foi expulso e o próprio Sénanque foi vendido a um indivíduo.

## Segunda fundação
O local foi adquirido em 1854 por uma nova comunidade de monges cistercienses da Imaculada Conceição, sob uma regra menos rigorosa do que a dos trapistas. A comunidade foi expulsa em 1903 e partiu para a sede da Ordem, Lérins Abbey, na ilha de St. Honorat, perto de Cannes. Uma pequena comunidade retornou em 1988 como priorado de Lérins.
Os monges que vivem em Sénanque cultivam lavanda (visível na frente da abadia, ilustração, à direita ) e cuidam das abelhas como meio de vida.
É possível que as pessoas planejem ficar na abadia para retiro espiritual.
Duas outras primeiras abadias cistercienses em Provence são a Abadia de Silvacane e a Abadia de Le Thoronet ; com Sénanque, às vezes são chamadas de "Três Irmãs da Provença" ( "les trois soeurs provençales" ).